# 주조촌 (이시카와현)
주조촌(中条村)은 이시카와현 가호쿠군에 설치되었던 촌이다.